# A (musical)
A és un musical espanyol que dirigit per l'ex membre de Mecano, Nacho Cano. Aquest musical s'estrenà el 23 de setembre de 2008 al Teatre del Canal de Madrid. En febrer de 2010 fou estrenat a Barcelona.

## Argument
Tracta d'un nen que ve al món en el si d'una família pobra, a una ciutat del sud. El nen creix sense parlar, però la seva veu sense paraules és una veu prodigiosa amb la qual es sorprèn tothom.
Gràcies a aquesta veu, ell i la seva família recorren tot el món i es fan rics. La fama l'acompanya mentre creix, però la cobdícia, la malaltia i la misèria van en contra seu. Però la seva fortuna canvia.
El nen amb un cor que palpita al ritme d'un vals, guarda un misteri, i coneix un secret que pot ajudar a tots a ser més feliços.

## Personatges
- El nen protagonista: Es tracta d'un noi ros dins d'una família gitana. Silenciós i d'aparença fràgil, però capaç de comunicar-se sense dir ni una sola paraula. Li agrada el futbol, i sent una estranya fascinació pels habitants dels mars. És un artista extraordinari, la veu del qual arribarà a enlluernar a mig món. El nen, que sempre serà El Nen, és una bestiola bastant estranya, amb qualitats tan sorprenents com el ritme del seu cor. Es tracta d'un xicot molt intel·ligent a l'hora de descobrir a aquells interlocutors als quals ha d'informar sobre les claus del seu secret. El nen és l'amo d'un secret, un secret que pot canviar el curs de moltes vides i de molts de futurs. Quan El Nen, ja un jove, en el zenit de la seva fama i de la seva fortuna es veurà atrapat en la malaltia, el mal i la misèria. Sap que queda poc temps i que només les ànimes pures sabran divulgar el seu missatge.
- Manoli: és la mare del nen. Es tracta d'una molt bona i generosa. Sap comprendre el seu fill.
- Arturo: Pare del nen. És un guitarrista mediocre de flamenc, encara que està convençut que el món reconeixerà el seu talent.
- El Leyes, el Biper, el Gorriaga i el Frankfurt: Són els oncles del protagonista del musical, els quals ajudaran al seu nebot a triomfar. El Leyes estudià a la presó, el Biper sap on es troben els objectes si no els trobes, el Gorriaga no para de menjar i pesa 130 quilos, i a vegades fa de guardaespatlles per a la família, i per acabar, el Frankfurt emigrà a Alemanya, on viu amb la seva filla.
- Alma: és la filla del Frankfurt i cosina del nen. Quan el noi coneix la seva cosina pateix una impressió profunda, ja que és amb l'única persona que connecta.
- L'àvia: és la que retorna a la família a la realitat.
- El doctor: Ajudà al nen a néixer i es mantindrà a prop d'ell, ja que només néixer s'adonà que no era un nen normal. Serà una peça clau en la vida del nen.

## Números musicals
- "El Nacimiento" (Instrumental)[3]
- "Ha Nacido Un Gitanito"
- "No Entiendo El Solfeo"
- "El Niño Cantor" (Instrumental)
- "Sin Alma Yo No Hablo"
- "Las Tablas Sumerias"
- "El Ritmo Del Universo" (Instrumental)
- "La Codicia Mata El Alma"
- "Búsqueda De Curación"
- "Viniste Sin Llorar"
- "El Segundo Grupo"
- "Tu Deber Es Volver"
- "Lo Que Sea Es"
- "Mi Tumba El Mar"
- "El Patio (Instrumental)"
- "La Luna, La Tierra Y Los Delfines (Instrumental)"
- "Agua, Sal Y Tu Voz"
- "Vivimos Siempre Juntos"